# Északi összetett az 1994. évi téli olimpiai játékokon
Az 1994. évi téli olimpiai játékokon az északi összetett versenyszámait február 19. és 24. között rendezték meg Lillehammerben. Összesen két versenyszámban avattak olimpiai bajnokot.

## Éremtáblázat
(A rendező nemzet csapata eltérő háttérszínnel, az egyes számoszlopok legmagasabb értéke, vagy értékei vastagítással kiemelve.)
| Az 1994. évi téli olimpiai játékok éremtáblázata északi összetettben | Az 1994. évi téli olimpiai játékok éremtáblázata északi összetettben | Az 1994. évi téli olimpiai játékok éremtáblázata északi összetettben | Az 1994. évi téli olimpiai játékok éremtáblázata északi összetettben | Az 1994. évi téli olimpiai játékok éremtáblázata északi összetettben | Olimpia  |
| -------------------------------------------------------------------- | -------------------------------------------------------------------- | -------------------------------------------------------------------- | -------------------------------------------------------------------- | -------------------------------------------------------------------- | -------- |
|                                                                      | Ország                                                               | Arany                                                                | Ezüst                                                                | Bronz                                                                | Összesen |
| 1.                                                                   | Norvégia (NOR)                                                       | 1                                                                    | 1                                                                    | 1                                                                    | 3        |
| 2.                                                                   | Japán (JPN)                                                          | 1                                                                    | 1                                                                    | 0                                                                    | 2        |
|                                                                      |                                                                      |                                                                      |                                                                      |                                                                      |          |
| 3.                                                                   | Svájc (SUI)                                                          | 0                                                                    | 0                                                                    | 1                                                                    | 1        |
|                                                                      |                                                                      |                                                                      |                                                                      |                                                                      |          |
| Összesen                                                             | Összesen                                                             | 2                                                                    | 2                                                                    | 2                                                                    | 6        |

## Érmesek
| Az 1994. évi téli olimpiai játékok érmesei férfi északi összetettben |                                                             |           |                                                                             |           |                                                                   |           |
| Versenyszám                                                          | Arany                                                       | Arany     | Ezüst                                                                       | Ezüst     | Bronz                                                             | Bronz     |
| Egyéni                                                               | Fred Børre Lundberg · Norvégia (NOR)                        | 39:07,9   | Kóno Takanori · Japán (JPN)                                                 | 40:25,4   | Bjarte Engen Vik · Norvégia (NOR)                                 | 40:26,2   |
| Csapat                                                               | Japán (JPN) · Kóno Takanori · Abe Maszasi · Ogivara Kendzsi | 1:22:51,8 | Norvégia (NOR) · Knut Tore Apeland · Bjarte Engen Vik · Fred Børre Lundberg | 1:27:40,9 | Svájc (SUI) · Hippolyt Kempf · Jean-Yves Cuendet · Andreas Schaad | 1:30:39,9 |